# Paolo Polidori

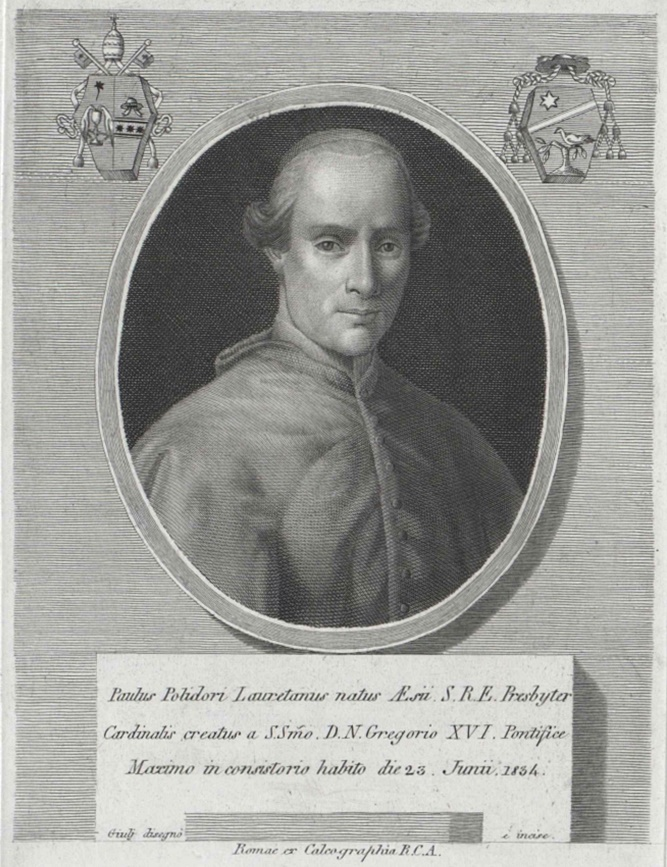
Paolo Kardinal Polidori (zeitgenössischer Stich, um 1840)

Paolo Polidori (* 4. Januar 1778 in Jesi, Kirchenstaat; † 23. April 1847 in Rom) war ein italienischer Kurienkardinal.

## Leben
Paolo Polidori studierte im Priesterseminar von Perugia und empfing 1800 die Priesterweihe. 1803 wurde er Generalvikar der Diözese Viterbo, was er bis 1806 blieb. Danach war Polidori Assistent des späteren Kardinaldekans Leonardo Antonelli und dessen Generalvikar im suburbikarischen Bistum Ostia-Velletri. Als die Franzosen Rom besetzten, wurde der junge Priester gefangen genommen und nach Mailand gebracht. Erst 1814 konnte Paolo Polidori zurückkehren. Der neue Kardinaldekan Alessandro Mattei ernannte ihn zu seinem Administrator. In den 1820er-Jahren war er Sekretär verschiedener Kongregationen, unter anderem der Konzilskongregation. Auch bei den Konklaven von 1829 und 1830–1831 fungierte Polidori als Sekretär.
Unter Papst Gregor XVI. war Polidori zunächst Pro-Sekretär für innerkirchliche Angelegenheiten, ehe er vom Papst am 23. Juni 1834 zum Kardinal kreiert wurde. Die römische Titelkirche Sant’Eusebio wurde ihm als Kardinalpriester am 1. August 1834 übertragen. Im Jahr 1839 optierte er auf die Titelkirche Santa Prassede und wurde 1841 Präfekt der Konzilskongregation. Die Bischofsweihe empfing er am 11. Februar 1844 durch den Papst selbst, nachdem er von diesem zum Titularerzbischof von Tarsus ernannt worden war; Mitkonsekratoren waren Kardinal Costantino Patrizi Naro, Generalvikar Seiner Heiligkeit für die Stadt Rom, und Kardinal Gabriele Ferretti, Präfekt der Kongregation für die Ablässe und Reliquien. Nach dem Tod Gregors XVI. gehörte Kardinal Polidori zu den Teilnehmern des Konklaves von 1846, das Pius IX. zum Nachfolger wählte. In diesem Konklave führte er den gemäßigten Flügel des Kardinalskollegiums an.
Paolo Polidori starb 1847. Er wurde in der Kirche San Ignazio beigesetzt, wie er es testamentarisch verfügt hatte.